# Pimozide
Le pimozide (Orap, R6238) est un antipsychotique de première génération de la famille des diphénylpipéridines.
C'est un puissant antagoniste des récepteurs D2 et D3 à la dopamine et 5-HT2A à la sérotonine.